# Romersk kalender
Ifølge legenden var den første romerske kalender opfundet af Romulus. Den inddelte året i 304 dage og 10 måneder, hvilket medførte at den var 61 dage "for kort" i forhold til det "rigtige" år på 365 1/4 dag. (det "rigtige" år, Solåret = den tid, det tager for jorden at kredse én gang rundt om solen, er på 365 hele dage og knap 6 timer).
Årets 10 måneder var:
- Martius, opkaldt efter krigsguden Mars, årets første måned.
- Aprilis, hvor markerne skulle tilsås.
- Maius, opkaldt efter frugtbarhedsgudinden Maja
- Junius, opkaldt efter Gudinden Juno eller den gamle romerske slægt Junius.
- Quintilis, årets femte ("quintus") måned.
- Sextilis, årets sjette ("sextus") måned.
- September, året syvende ("septem") måned.
- October, årets ottende ("octo") måned.
- November, årets niende ("novem") måned.
- December, årets tiende ("decem") måned.

Det blev hurtigt et problem, at kalenderen ikke fulgte med årstiden, så man ikke kunne planlægge tidspunktet for forårsarbejdet i markerne, og på et tidligt tidspunkt enedes man om at tilføje 2 ekstra måneder, så året kom op på 355 dage. Denne kalenderændring tilskrives af nogle sagnkongen Numa Pompilius.
De nye måneder fik navnene Januarius, opkaldt efter Guden Janus, og Februarius, opkaldt efter "Februa", som var en renselses- og forsoningsfest, som afholdtes i slutningen af denne måned, der oprindeligt var årets sidste måned. Det nye år begyndte stadig i marts måned, men i 153 før Kristus begyndte man at betragte januar som årets første måned. Det var dog først efter Cæsars reform i år 46 før Kristus, at den 1. januar blev selve "nytåret".[kilde mangler]
I mellemtiden fortsatte problemerne, året på 355 dage var stadig for kort, og marts, der i starten var beregnet til at ligge i begyndelsen af bøndernes såtid, flyttede sig langsomt, så den efterhånden lå i begyndelsen af sommeren. Og hvis forårssåningen sker på et forkert tidspunkt, bliver høstudbyttet ringere, så man enedes igen om en ændring: man tilføjede endnu en måned, kaldet "mercedonius", men kun hvert andet år for at rette op på "forsinkelsen".
Den nye ændring fungerede dog dårligt, og i år 46 før Kristus benyttede Julius Cæsar sig af sin magt til at beordre en reform, der indførte den julianske kalender (opkaldt efter ham), som benyttedes indtil skiftet til den gregorianske kalender i 1582. Det sidste land til at skifte fra juliansk til gregoriansk kalender var Sovjetunionen, der ikke skiftede før 1918. 